# 2111 Цілина
2111 Цілина (2111 Tselina) — астероїд головного поясу, відкритий 13 червня 1969 року.
Тіссеранів параметр щодо Юпітера — 3,216.